# Кот, Томаш
Томаш Кот (пол. Tomasz Kot; род. 21 апреля 1977) — польский актёр театра, кино и телевидения, также актёр озвучивания.

## Биография
Томаш Кот родился в Легнице. Актёрское образование получил в Государственной высшей театральной школе в Кракове, которую окончил в 2001 году. Актёр театров в Легнице и Кракове. Выступает также в спектаклях «театра телевидения» (с 1999 года).

## Избранная фильмография
- 2004 — Камера кафе / Camera Café (телесериал)
- 2004-2007 — В горе и в радости / Na dobre i na złe (телесериал)
- 2005 — Приговорённый к блюзу / Skazany na bluesa
- 2005-2009 — Няня / Niania (телесериал)
- 2007 — Почему бы и нет! / Dlaczego nie!
- 2007 — Тестостерон / Testosteron
- 2008 — Дамочки / Lejdis
- 2008 — Занозы / Drzazgi
- 2008 — Это не то, что ты думаешь, дорогая / To nie tak, jak myślisz, kotku
- 2009 — Идеальный парень для моей девушки / Idealny facet dla mojej dziewczyny
- 2009 — Операция «Дунай» / Operace Dunaj
- 2010 — Торт / Ciacho
- 2010 — Отпечатка / Erratum
- 2010 — Как избавиться от целлюлита / Jak się pozbyć cellulitu
- 2012 — Юма / Yuma
- 2012 — Ганс Клосс. Ставка выше, чем смерть / Hans Kloss. Stawka większa niż śmierć
- 2014 — Боги / Bogowie
- 2014 — Фотограф / Fotograf
- 2015 — Диско Поло
- 2017 — След зверя
- 2018 — Холодная война / Zimna wojna
- 2019 — Мир в огне / World on Fire (сериал канала BBC)

## Признание
- 1996 — Награда самому хорошему начинающему театрального актёрства — Барборковое театральные встречи.
- 2005 — Награда за актёрский дебют — 30-й Гдыньский кинофестиваль
- 2006 — Приз зрительских симпатий за роль в кино — Награда им. Збигнева Цибульского.
- 2011 — Награда за роль — 51-е Калишские театральные встречи.
- 2014 — Приз за главную мужскую роль — 39-й Гдыньский кинофестиваль
- 2015 — Награда «Wiktor» — приз польской Телевизионной Акадэмии лучшему актёру телевидения.